# 大阪府立堺上高等学校
大阪府立堺上高等学校（おおさかふりつ さかいかみ こうとうがっこう、英: Osaka Prefectural Sakaikami High School）は、大阪府堺市西区にある公立の高等学校。

## 概要
1980年代の高校生急増期対策で新設された府立高校のひとつで、1984年に開校した。
教育課程は全日制課程で普通科を設置。1年生の英語科や数学科ではクラスを半分に分けた少人数授業を導入している。また体育科では男女別2クラス合同授業が行われている。国際理解教育に力を入れ、日本国外への修学旅行の実施や、留学生との交流、希望者向けの語学研修の実施などをおこなっている。また「GIGAスクール構想」の一環である府立高等学校生徒1人1台配布のChromebookを用いたスライド課題の作成、そのスライドを用いたプレゼン授業、HTML構築などの情報教育にも力を入れている。
学校の空き教室を「西まちかど子育てサポートルーム」として地域に開放し、地域の未就学児童とその保護者の交流の場となっている。

## 沿革

### 年表
- 1982年 - 3月、「大阪府立第153高等学校（仮称）」の建設予算が大阪府議会で議決
- 1984年 - 1月、大阪府条例に基づき大阪府立堺上高等学校が設置される
- 1984年 - 4月、開校（堺市民会館で第1回入学式）
- 1985年 - 2月、体育館竣工
- 1986年 - 5月、プール竣工
- 2021年 - 4月、全ての普通教室と職員室、さらに体育館や美術室・音楽室などの特別教室に無線LANを整備（「GIGAスクール構想」の一環）
- 2023年 - 4月、「令和5年度大阪府公立高等学校入学者選抜」以降、学力検査問題の英語問題をA問題（基礎的問題）からB問題（標準的問題）に変更

## 諸活動

### 部活動
文化部
- ダンス部 - 「SKDC（SakaiKamiDanceClub）」の愛称で親しまれている。2019年（令和元年）と翌2020年、夏の日本高校ダンス部選手権で全国大会に進出した。

堺上高杯
　「堺上高杯」とは、同校が主催する中学生大会。近隣中学校を大会に招待することで生徒・教員間などで地域連携を図る目的。

## 交通アクセス
- JR西日本 阪和線 鳳駅から南東へ約1.7km（徒歩で約21分）
- 南海バス「毛穴南」バス停留所を下車、南へ約500m（徒歩で約6分）

## 出身者
- 稲本潤一 - サッカー選手